# Portillo de Soria
Portillo de Soria è un comune spagnolo di 20 abitanti situato nella comunità autonoma di Castiglia e León.